# Dynamiczna teoria zasobów
Dynamiczna teoria zasobów - bazuje na rozwinięciu koncepcji Davida Ricardo. Teoria ta głosi, że ilość zasobów jest nieograniczona, ograniczona jest tylko nasza wiedza o nich. Rozwój społeczeństwa niekoniecznie musi prowadzić (tak jak w statycznej teorii zasobów) do katastrofy, albowiem rozwijająca się gospodarka staje się coraz bardziej zasobooszczędna, odkrywa nowe zasoby jak również wykorzystuje zjawisko substytucyjności.